# Radłowo (województwo wielkopolskie)
Radłowo – wieś w Polsce położona w województwie wielkopolskim, w powiecie słupeckim, w gminie Strzałkowo.
W latach 1975–1998 miejscowość należała administracyjnie do województwa konińskiego.
We wsi znajduje się zespół dworski wpisany do krajowego rejestru zabytków pod nrem rej.: 398/140 z 2.12.1987 r. Składa się z:
- dworu z 1906 roku
- oficyny z 1907 roku
- stajni z 1907 roku
- parku z 2 poł. XIX .